# Величина кредитного требования, подверженная риску дефолта
Величина кредитного требования, подверженная риску дефолта (англ. exposure at default или EAD)— параметр риска, использующийся для вычисления экономического или регулятивного капитала банковских организаций по методике Базель II. Означает величину кредитных требований, подверженных кредитному риску (риску потерь при дефолте - невыполнении кредитных обязательств) на момент дефолта. 
Вне рамок Базеля часто называют также Credit Exposure (CE)

## Подходы к определению величины EAD
В рамках базового IRB (F-IRB)-подхода к оценке кредитных рисков EAD определяется регулятором. Внебалансовые позиции (неиспользованные лимиты, гарантии и т.д.) оцениваются через так называемый конверсионный коэффициент (CCF - credit conversion factor), вне Базеля называемый также LEQ - Loan equivalent. Через конверсионный коэффициент требования под риском дефолта выражаются следующим образом:
{\displaystyle EAD=E_{t}+CCF*(L-E_{t})}
При использовании продвинутого подхода IRB (A-IRB) кредитные организации самостоятельно оценивают (моделируют) EAD (CCF) на основе статистических методов.